# Lanaria lanata
Lanaria lanata är en enhjärtbladig växtart som först beskrevs av Carl von Linné, och fick sitt nu gällande namn av Théophile Alexis Durand och Schinz. Lanaria lanata ingår i släktet Lanaria och familjen Lanariaceae. Inga underarter finns listade i Catalogue of Life.

## Bildgalleri

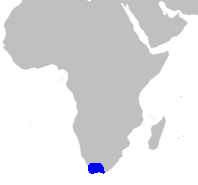